# Frederik VI van Denemarken
Frederik VI (Kopenhagen, 28 januari 1768 — aldaar, 3 december 1839) was van 1808 tot 1839 koning van Denemarken en tot 1814 ook van Noorwegen (het koninkrijk Denemarken en Noorwegen.
Hij was de zoon van de geesteszieke Christiaan VII en koningin Caroline Mathilde, dochter van Frederik, prins van Wales. Zijn opvoeding was grotendeels in handen van zijn vaders stiefmoeder Juliana Maria van Brunswijk-Wolfenbüttel, die met haar eigen zoon Frederik en minister Ove Höegh-Guldberg de facto over het land regeerde tot hij in 1784 zelf de macht greep.
Hij voerde in deze periode, waarin zijn vader formeel nog steeds koning was, samen met Andreas Peter Bernstorff vérstrekkende liberale hervormingen door, waaronder het afschaffen van de lijfeigenschap, het toekennen van burgerrechten aan Joden en het versoepelen van de censuur. Het conflict met de Britten over de Deens-Noorse neutrale scheepvaart, culmineerde in Britse aanvallen op Kopenhagen in 1801 en 1807. Sindsdien steunde hij Napoleon.
In 1790 trad hij in het huwelijk met Marie Sophie Frederika van Hessen-Kassel, kleindochter van Frederik II van Hessen-Kassel en Frederik V van Denemarken. Uit dit huwelijk werden acht kinderen geboren, van wie er twee de volwassen leeftijd bereikten:
- Caroline (1793-1881), gehuwd met Frederik Ferdinand van Denemarken, zoon van prins-regent Frederik
- Wilhelmina Maria (1808-1891), eerst gehuwd met prins Frederik van Denemarken (de latere Frederik VII), daarna met Karel van Glücksburg, jongere broer van Christiaan IX

Na zijn troonsbestijging op 13 maart 1808 verloor het kabinet aan invloed. Zijn steun aan de Franse keizer brak hem op toen hij in 1814 onder militaire druk van Zweden en Groot-Brittannië de Vrede van Kiel moest ondertekenen. Hierdoor verloor hij Noorwegen aan Zweden en Helgoland aan Engeland, maar mocht Groenland, de Faeröer en IJsland behouden. Een jaar later verkreeg hij het hertogdom Lauenburg.
In 1818 richt hij de Danmarks Nationalbank op.
Onder invloed van de Julirevolutie in Frankrijk stelde hij in 1834 vier provinciale standenvergaderingen in, die een adviserende rol speelden. Hij stierf in 1839 en werd opgevolgd door zijn neef Christiaan VIII, die in 1814 een korte tijd koning van Noorwegen was.

## Kwartierstaat
| Christiaan VI van Denemarken (1699-1746) | Christiaan VI van Denemarken (1699-1746) | Christiaan VI van Denemarken (1699-1746) | Christiaan VI van Denemarken (1699-1746) | Christiaan VI van Denemarken (1699-1746) | Christiaan VI van Denemarken (1699-1746) |                                       |                                       | Sophia Magdalena van Brandenburg-Bayreut (1700-1770) | Sophia Magdalena van Brandenburg-Bayreut (1700-1770) | Sophia Magdalena van Brandenburg-Bayreut (1700-1770) | Sophia Magdalena van Brandenburg-Bayreut (1700-1770) | Sophia Magdalena van Brandenburg-Bayreut (1700-1770) | Sophia Magdalena van Brandenburg-Bayreut (1700-1770) |                                           |                                           | George II van Groot-Brittannië (1683-1760) | George II van Groot-Brittannië (1683-1760) | George II van Groot-Brittannië (1683-1760) | George II van Groot-Brittannië (1683-1760) | George II van Groot-Brittannië (1683-1760) | George II van Groot-Brittannië (1683-1760) |  |  | Caroline van Brandenburg-Ansbach (1683-1737) | Caroline van Brandenburg-Ansbach (1683-1737) | Caroline van Brandenburg-Ansbach (1683-1737) | Caroline van Brandenburg-Ansbach (1683-1737) | Caroline van Brandenburg-Ansbach (1683-1737) | Caroline van Brandenburg-Ansbach (1683-1737) |                                         |                                         | Frederik II van Saksen-Gotha-Altenburg (1676-1732) | Frederik II van Saksen-Gotha-Altenburg (1676-1732) | Frederik II van Saksen-Gotha-Altenburg (1676-1732) | Frederik II van Saksen-Gotha-Altenburg (1676-1732) | Frederik II van Saksen-Gotha-Altenburg (1676-1732) | Frederik II van Saksen-Gotha-Altenburg (1676-1732) |                                      |                                      | Magdalena Augusta van Anhalt-Zerbst (1679-1740) | Magdalena Augusta van Anhalt-Zerbst (1679-1740) | Magdalena Augusta van Anhalt-Zerbst (1679-1740) | Magdalena Augusta van Anhalt-Zerbst (1679-1740) | Magdalena Augusta van Anhalt-Zerbst (1679-1740) | Magdalena Augusta van Anhalt-Zerbst (1679-1740) |
| Christiaan VI van Denemarken (1699-1746) | Christiaan VI van Denemarken (1699-1746) | Christiaan VI van Denemarken (1699-1746) | Christiaan VI van Denemarken (1699-1746) | Christiaan VI van Denemarken (1699-1746) | Christiaan VI van Denemarken (1699-1746) |                                       |                                       | Sophia Magdalena van Brandenburg-Bayreut (1700-1770) | Sophia Magdalena van Brandenburg-Bayreut (1700-1770) | Sophia Magdalena van Brandenburg-Bayreut (1700-1770) | Sophia Magdalena van Brandenburg-Bayreut (1700-1770) | Sophia Magdalena van Brandenburg-Bayreut (1700-1770) | Sophia Magdalena van Brandenburg-Bayreut (1700-1770) |                                           |                                           | George II van Groot-Brittannië (1683-1760) | George II van Groot-Brittannië (1683-1760) | George II van Groot-Brittannië (1683-1760) | George II van Groot-Brittannië (1683-1760) | George II van Groot-Brittannië (1683-1760) | George II van Groot-Brittannië (1683-1760) |  |  | Caroline van Brandenburg-Ansbach (1683-1737) | Caroline van Brandenburg-Ansbach (1683-1737) | Caroline van Brandenburg-Ansbach (1683-1737) | Caroline van Brandenburg-Ansbach (1683-1737) | Caroline van Brandenburg-Ansbach (1683-1737) | Caroline van Brandenburg-Ansbach (1683-1737) |                                         |                                         | Frederik II van Saksen-Gotha-Altenburg (1676-1732) | Frederik II van Saksen-Gotha-Altenburg (1676-1732) | Frederik II van Saksen-Gotha-Altenburg (1676-1732) | Frederik II van Saksen-Gotha-Altenburg (1676-1732) | Frederik II van Saksen-Gotha-Altenburg (1676-1732) | Frederik II van Saksen-Gotha-Altenburg (1676-1732) |                                      |                                      | Magdalena Augusta van Anhalt-Zerbst (1679-1740) | Magdalena Augusta van Anhalt-Zerbst (1679-1740) | Magdalena Augusta van Anhalt-Zerbst (1679-1740) | Magdalena Augusta van Anhalt-Zerbst (1679-1740) | Magdalena Augusta van Anhalt-Zerbst (1679-1740) | Magdalena Augusta van Anhalt-Zerbst (1679-1740) |
|                                          |                                          |                                          |                                          |                                          |                                          |                                       |                                       |                                                      |                                                      |                                                      |                                                      |                                                      |                                                      |                                           |                                           |                                            |                                            |                                            |                                            |                                            |                                            |  |  |                                              |                                              |                                              |                                              |                                              |                                              |                                         |                                         |                                                    |                                                    |                                                    |                                                    |                                                    |                                                    |                                      |                                      |                                                 |                                                 |                                                 |                                                 |                                                 |                                                 |
|                                          |                                          |                                          |                                          |                                          |                                          |                                       |                                       |                                                      |                                                      |                                                      |                                                      |                                                      |                                                      |                                           |                                           |                                            |                                            |                                            |                                            |                                            |                                            |  |  |                                              |                                              |                                              |                                              |                                              |                                              |                                         |                                         |                                                    |                                                    |                                                    |                                                    |                                                    |                                                    |                                      |                                      |                                                 |                                                 |                                                 |                                                 |                                                 |                                                 |
|                                          |                                          |                                          |                                          | Frederik V van Denemarken (1723-1766)    | Frederik V van Denemarken (1723-1766)    | Frederik V van Denemarken (1723-1766) | Frederik V van Denemarken (1723-1766) | Frederik V van Denemarken (1723-1766)                | Frederik V van Denemarken (1723-1766)                |                                                      |                                                      |                                                      |                                                      |                                           |                                           | Louise van Hannover (1724-1751)            | Louise van Hannover (1724-1751)            | Louise van Hannover (1724-1751)            | Louise van Hannover (1724-1751)            | Louise van Hannover (1724-1751)            | Louise van Hannover (1724-1751)            |  |  | Frederik van Groot-Brittannië (1707-1751)    | Frederik van Groot-Brittannië (1707-1751)    | Frederik van Groot-Brittannië (1707-1751)    | Frederik van Groot-Brittannië (1707-1751)    | Frederik van Groot-Brittannië (1707-1751)    | Frederik van Groot-Brittannië (1707-1751)    |                                         |                                         |                                                    |                                                    |                                                    |                                                    | Augusta van Saksen-Gotha (1719-1772)               | Augusta van Saksen-Gotha (1719-1772)               | Augusta van Saksen-Gotha (1719-1772) | Augusta van Saksen-Gotha (1719-1772) | Augusta van Saksen-Gotha (1719-1772)            | Augusta van Saksen-Gotha (1719-1772)            |                                                 |                                                 |                                                 |                                                 |
|                                          |                                          |                                          |                                          | Frederik V van Denemarken (1723-1766)    | Frederik V van Denemarken (1723-1766)    | Frederik V van Denemarken (1723-1766) | Frederik V van Denemarken (1723-1766) | Frederik V van Denemarken (1723-1766)                | Frederik V van Denemarken (1723-1766)                |                                                      |                                                      |                                                      |                                                      |                                           |                                           | Louise van Hannover (1724-1751)            | Louise van Hannover (1724-1751)            | Louise van Hannover (1724-1751)            | Louise van Hannover (1724-1751)            | Louise van Hannover (1724-1751)            | Louise van Hannover (1724-1751)            |  |  | Frederik van Groot-Brittannië (1707-1751)    | Frederik van Groot-Brittannië (1707-1751)    | Frederik van Groot-Brittannië (1707-1751)    | Frederik van Groot-Brittannië (1707-1751)    | Frederik van Groot-Brittannië (1707-1751)    | Frederik van Groot-Brittannië (1707-1751)    |                                         |                                         |                                                    |                                                    |                                                    |                                                    | Augusta van Saksen-Gotha (1719-1772)               | Augusta van Saksen-Gotha (1719-1772)               | Augusta van Saksen-Gotha (1719-1772) | Augusta van Saksen-Gotha (1719-1772) | Augusta van Saksen-Gotha (1719-1772)            | Augusta van Saksen-Gotha (1719-1772)            |                                                 |                                                 |                                                 |                                                 |
|                                          |                                          |                                          |                                          |                                          |                                          |                                       |                                       |                                                      |                                                      | Christiaan VII van Denemarken (1749-1808)            | Christiaan VII van Denemarken (1749-1808)            | Christiaan VII van Denemarken (1749-1808)            | Christiaan VII van Denemarken (1749-1808)            | Christiaan VII van Denemarken (1749-1808) | Christiaan VII van Denemarken (1749-1808) |                                            |                                            |                                            |                                            |                                            |                                            |  |  |                                              |                                              |                                              |                                              |                                              |                                              | Caroline Mathilde van Wales (1751-1775) | Caroline Mathilde van Wales (1751-1775) | Caroline Mathilde van Wales (1751-1775)            | Caroline Mathilde van Wales (1751-1775)            | Caroline Mathilde van Wales (1751-1775)            | Caroline Mathilde van Wales (1751-1775)            |                                                    |                                                    |                                      |                                      |                                                 |                                                 |                                                 |                                                 |                                                 |                                                 |
|                                          |                                          |                                          |                                          |                                          |                                          |                                       |                                       |                                                      |                                                      | Christiaan VII van Denemarken (1749-1808)            | Christiaan VII van Denemarken (1749-1808)            | Christiaan VII van Denemarken (1749-1808)            | Christiaan VII van Denemarken (1749-1808)            | Christiaan VII van Denemarken (1749-1808) | Christiaan VII van Denemarken (1749-1808) |                                            |                                            |                                            |                                            |                                            |                                            |  |  |                                              |                                              |                                              |                                              |                                              |                                              | Caroline Mathilde van Wales (1751-1775) | Caroline Mathilde van Wales (1751-1775) | Caroline Mathilde van Wales (1751-1775)            | Caroline Mathilde van Wales (1751-1775)            | Caroline Mathilde van Wales (1751-1775)            | Caroline Mathilde van Wales (1751-1775)            |                                                    |                                                    |                                      |                                      |                                                 |                                                 |                                                 |                                                 |                                                 |                                                 |
|                                          |                                          |                                          |                                          |                                          |                                          |                                       |                                       |                                                      |                                                      |                                                      |                                                      |                                                      |                                                      |                                           |                                           |                                            |                                            |                                            |                                            |                                            |                                            |  |  |                                              |                                              |                                              |                                              |                                              |                                              |                                         |                                         |                                                    |                                                    |                                                    |                                                    |                                                    |                                                    |                                      |                                      |                                                 |                                                 |                                                 |                                                 |                                                 |                                                 |
|                                          |                                          |                                          |                                          |                                          |                                          |                                       |                                       |                                                      |                                                      |                                                      |                                                      |                                                      |                                                      |                                           |                                           |                                            |                                            |                                            |                                            |                                            |                                            |  |  |                                              |                                              |                                              |                                              |                                              |                                              |                                         |                                         |                                                    |                                                    |                                                    |                                                    |                                                    |                                                    |                                      |                                      |                                                 |                                                 |                                                 |                                                 |                                                 |                                                 |
|                                          |                                          |                                          |                                          |                                          |                                          |                                       |                                       |                                                      |                                                      |                                                      |                                                      |                                                      |                                                      |                                           |                                           | Frederik VI van Denemarken (1768-1839)     | Frederik VI van Denemarken (1768-1839)     | Frederik VI van Denemarken (1768-1839)     | Frederik VI van Denemarken (1768-1839)     | Frederik VI van Denemarken (1768-1839)     | Frederik VI van Denemarken (1768-1839)     |  |  | Louise Augusta van Denemarken (1771-1843)    | Louise Augusta van Denemarken (1771-1843)    | Louise Augusta van Denemarken (1771-1843)    | Louise Augusta van Denemarken (1771-1843)    | Louise Augusta van Denemarken (1771-1843)    | Louise Augusta van Denemarken (1771-1843)    |                                         |                                         |                                                    |                                                    |                                                    |                                                    |                                                    |                                                    |                                      |                                      |                                                 |                                                 |                                                 |                                                 |                                                 |                                                 |